# دلفیم موریرا (میناس گرایس)
دلفیم موریرا (به پرتغالی: Delfim Moreira) یک منطقهٔ مسکونی در برزیل است که در میناز ژرایس واقع شده‌است. دلفیم موریرا ۴۰۸٫۱۸۱ کیلومتر مربع مساحت و ۸٬۰۱۶ نفر جمعیت دارد و ۱٬۲۰۰ متر بالاتر از سطح دریا واقع شده‌است.